# Außenpolitik Polens

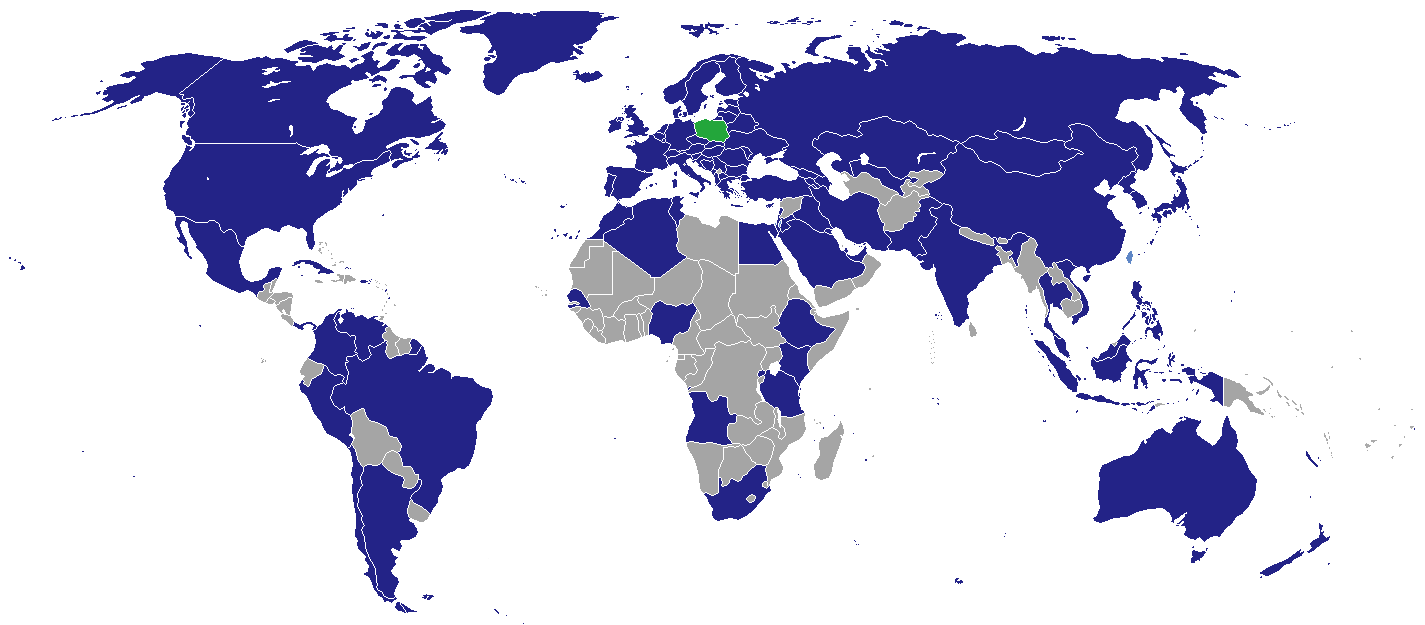
Staaten mit polnischen Botschaften

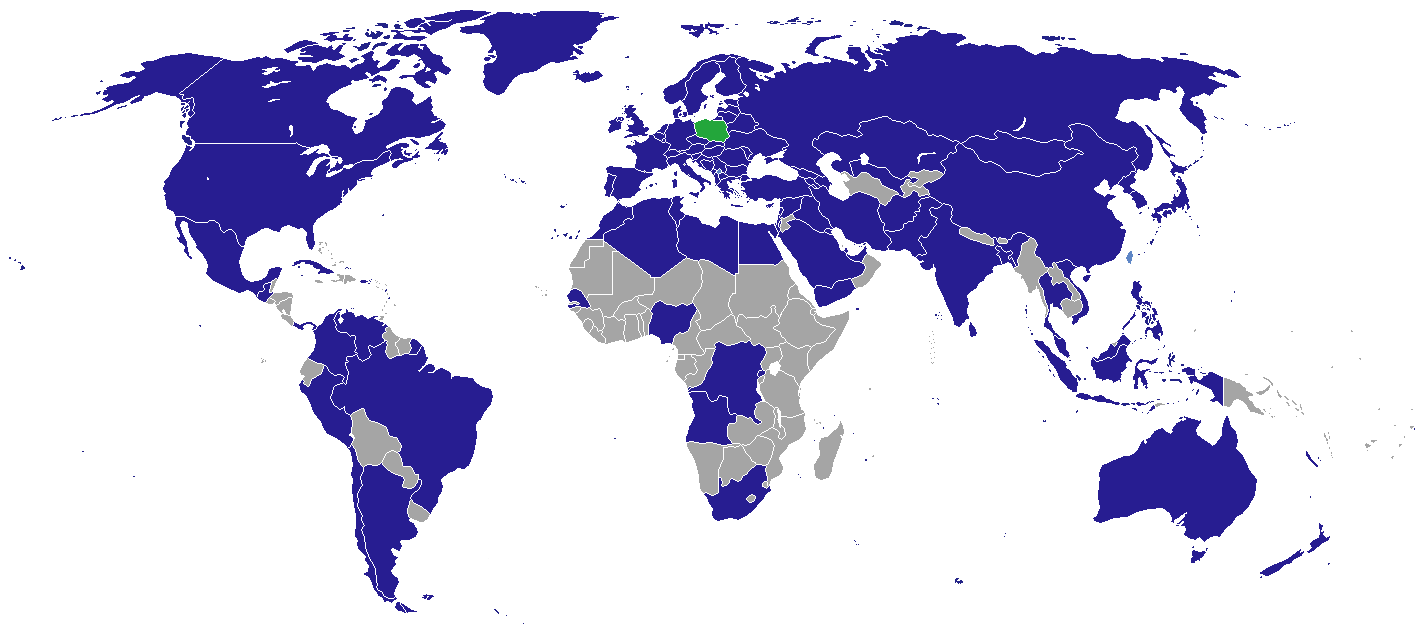
Staaten mit Botschaften in Polen

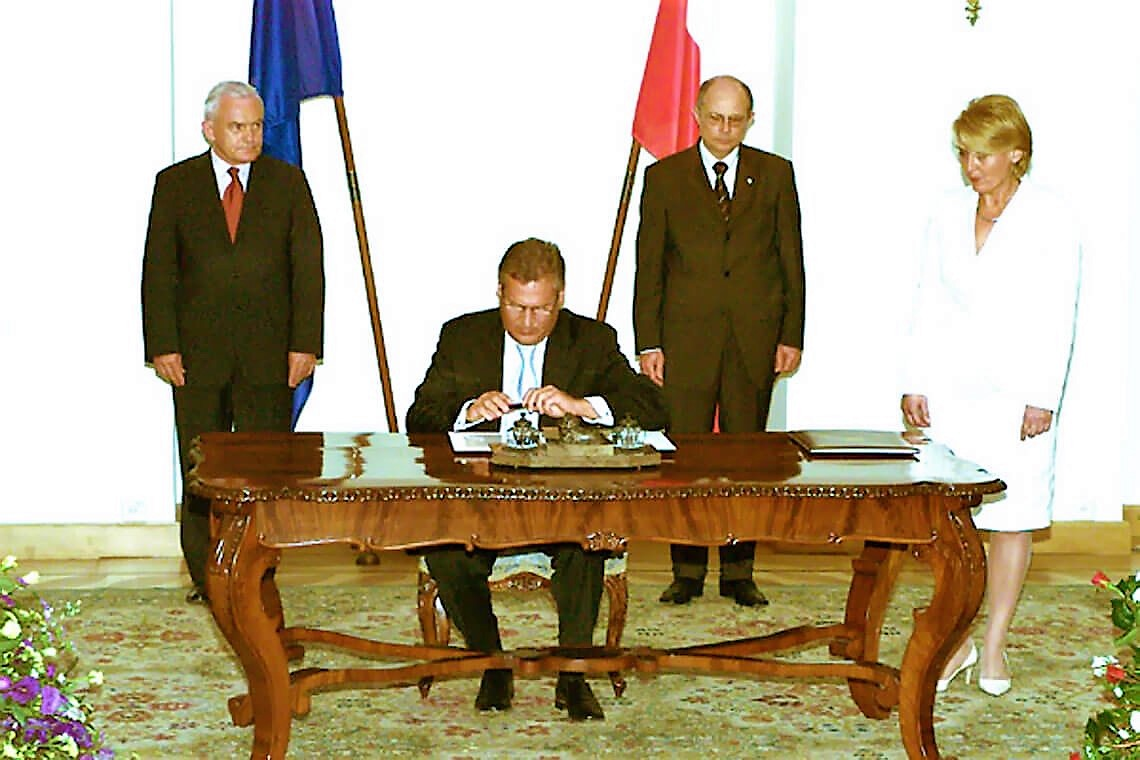
Die Unterzeichnung des Vertrages über den Beitritt Polens zur Europäischen Union durch Präsident Aleksander Kwaśniewski.

Die Außenpolitik Polens der Dritten Republik wird von der Geschichte und der geographischen Lage des Landes bestimmt. Verantwortlich zeichnet der Außenminister, derzeit Zbigniew Rau, unterstützt vom Staatspräsidenten.

## Außenminister
- 1989–1993: Krzysztof Skubiszewski
- 1993–1995: Andrzej Olechowski
- 1995–1995: Władysław Bartoszewski
- 1995–1997: Dariusz Rosati
- 1997–2000: Bronisław Geremek
- 2000–2001: Władysław Bartoszewski
- 2001–2005: Włodzimierz Cimoszewicz
- Januar – Oktober 2005 Adam Daniel Rotfeld
- Oktober 2005 – April 2006: Stefan Meller
- Mai 2006 – November 2007: Anna Fotyga
- November 2007 – September 2014: Radosław Sikorski
- September 2014 – November 2015: Grzegorz Schetyna
- November 2015 – Januar 2018: Witold Waszczykowski
- Januar 2018 – August 2020: Jacek Czaputowicz
- August 2020 – November 2023: Zbigniew Rau
- November 2023 – Dezember 2023: Szymon Szynkowski vel Sęk
- seit Dezember 2023: Radosław Sikorski

## Europapolitik
Unmittelbar vor und nach dem EU-Beitritt zeigte sich die polnische Regierung unter dem Druck der europaskeptischen Opposition, eher als Bremser auf dem Weg zu einer vertieften EU-Erweiterung. Gründe dafür waren einerseits die Sorgen um eine zu dominante Rolle vor allen Dingen Deutschlands in der EU, historisch begründete Ängste vor einem Souveränitätsverlust an Brüssel und anderseits die kritische Einschätzung der Brüsseler Bürokratie und der im Kerneuropa (Deutschland, Belgien, Frankreich), aus Sicht Polens, gegen Polen gerichteten Außenpolitik.
Zu den ehemaligen Ostblock-Bündnispartnern versucht die polnische Regierung stabile, freundschaftliche, für die Wirtschaft Polens günstige Beziehungen aufrechtzuerhalten und auszubauen.
Die polnische Außenpolitik ist bis zu einem gewissen Grad an den eigenen Vorstellungen von nationaler Größe und möglichst uneingeschränkter Souveränität ausgerichtet: In der EU sucht man ein hohes Maß an Eigenständigkeit. Deswegen unterstützte die Regierung Leszek Miller die US-Außenpolitik im Irak-Konflikt und hat sich skeptisch über einige Punkte der EU-Verfassung (zusammen mit José María Aznar) ausgesprochen.

## Polen in der NATO
Polen tritt als NATO-Mitglied für einen engen sicherheitspolitischen Schulterschluss zwischen Europa und USA ein. Dazu gehört insbesondere die Verlegung der NATO-Truppen auf Rotationsbasis nach Polen und in die baltischen Staaten.

## Bilaterale Beziehungen

### Beziehungen zu Deutschland

#### Zusammenfassung
Die deutsch-polnische Beziehungsgeschichte hat Herbert Ludat in sechs Epochen zusammengefasst:
1. Staatswerdung (962 bzw. 1000), Christianisierung und Festigung der Staatlichkeit: 10. bis 12. Jahrhundert (erste Verwestlichungsphase).
2. 12. bis 14. Jahrhundert: Epoche der „Kolonisation“ (Landesausbau) und zweite Verwestlichungs- und Angleichungsetappe.
3. Das 15. Jahrhundert mit der politischen Ostwendung Polens (nach Litauen: Jagiellonen), dem Aufhören des deutschen Siedlerstroms, der gewaltlosen Polonisierung des deutschen Bürgertums und der Niederringung des Ordensstaats durch Polen.
4. Die Entstehung der Adelsrepublik als Verfassungssystem in ihrer produktiven Bedeutung für die Beziehungen zu den Nachbarn.
5. Die Epoche des Vorrangs der äußeren staatlichen Beziehungen zu Preußen und Österreich im 17. und 18. Jahrhundert, in der sich in der außenpolitischen Zuspitzung aber doch noch selbstständige deutsch-polnische Solidarität im Kampf gegen den Absolutismus zeigt.
6. Seit den Teilungen Ende des 18. Jahrhunderts der moderne deutsch-polnische Antagonismus mit der katastrophalen Verschlechterung des Beziehungsbildes bis 1945.[3]
7. In der Zeit von 1949 bis 1989 bestanden zwei deutsche Staaten mit unterschiedlichen Beziehungen aufgrund ihrer jeweiligen Blockzugehörigkeit. Die DDR fühlte sich dem „sozialistischen Brudervolk“ durch Warschauer Pakt und Comecon verbunden, während die BRD der NATO und der EU angehörte. Der neuen Ostpolitik Willy Brandts standen die Forderungen der Vertriebenenverbände gegenüber.
8. Die Auflösung der beiden großen Machtblöcke des Kalten Krieges bot ab 1989 die Chance für bessere Beziehungen, vor allem weil Polen bald der NATO und der EU angehörte.

#### Beziehungen zum vereinten Deutschland
Im Zwei-plus-Vier-Vertrag vom September 1990, der außenpolitisch den Weg für die Wiedervereinigung Deutschlands frei machte, erkannten die Deutschen die Oder-Neiße-Grenze an. Die deutsch-polnische Grenze ist 442 Kilometer lang.
Nach dem Fall des Kommunismus in Osteuropa 1989/1990 entwickelten sich die deutsch-polnischen Beziehungen zunächst sehr positiv. Deutschland war ein entschiedener Unterstützer Polens bei dessen Beitrittsbemühungen zur NATO sowie zur Europäischen Union. Die Beziehungen wurden jedoch durch Diskussionen und Meinungsverschiedenheiten über das von Erika Steinbach und anderen Persönlichkeiten geforderte Zentrum gegen Vertreibungen, die Entschädigungsansprüche der Preußischen Treuhand und den Bau der Nordeuropäischen Gasleitung überschattet. Der spätere polnische Staatspräsident Lech Kaczyński wurde in Teilen der deutschen Presse kritisiert, er habe im Wahlkampf 2005 deutschfeindliche Ressentiments geschürt.
Am 1. August 2004 erklärte Bundeskanzler Gerhard Schröder, dass die Bundesrepublik keine Forderungen gegen Polen wegen Vermögensfragen aus dem Zweiten Weltkrieg erheben oder unterstützen werde. Der polnische Sejm verabschiedete im selben Jahr eine Resolution, dass Polen bisher keine Entschädigung von Deutschland erhalten habe und entsprechende Schritte gegen die Bundesrepublik eingeleitet werden sollten. Für die polnische Regierung war die Resolution nicht bindend und die Regierung unter Marek Belka wehrte die Forderung schließlich ab.
Am 30. April 2005 eröffneten Bundespräsident Horst Köhler und sein polnischer Kollege Aleksander Kwaśniewski offiziell das Deutsch-Polnische Jahr. In dessen Rahmen sollten bis zum Frühjahr 2006 mehr als 1000 Veranstaltungen in beiden Ländern stattfinden, darunter Ausstellungen, Konzerte, Theater- und Filmaufführungen sowie wissenschaftliche Tagungen. Einen besonderen Stellenwert sollten dabei Begegnungen von Jugendlichen aus beiden Ländern haben. Auch an der Buchmesse Warschau, einem wichtigen Drehkreuz für Buchvermittlung aus westlichen in östliche Länder, nahm 2006 Deutschland als Gastland auf 300 zusätzlichen Quadratmetern (18.–21. Mai) teil. Polen liegt als Abnehmer deutscher Lizenzen auf Platz drei.
Sein erster offizieller Auslandsbesuch führte Außenminister Guido Westerwelle nach Polen. Dies wurde als Beleg für seine Aussagen gewertet, dass er sich verstärkt um die Staaten östlich Deutschlands bemühen wolle.
Eine große Mehrheit der Bevölkerung sowohl in Deutschland als auch in Polen sieht die deutsch-polnischen Beziehungen als gut bzw. sehr gut an.
Im Zuge des Russisch-Ukrainischen Kriegs ab 2014 wurden in Polen Befürchtungen laut, dass die Bundeswehr zu schwach sei, um Polen nötigenfalls gegen Russland effektiv beizustehen. Nach einer fast sechzig Jahre währenden Phase in der Deutschland als Bedrohung empfunden wurde, sorgte der marode Zustand des militärischen Geräts der Bundeswehr bei polnischen Politikern und Zeitungen für einige Besorgnis. Laut Umfragen sehen nur 7 % der polnischen Bevölkerung Deutschland als Bedrohung an.
Polen warnte 2016 gemeinsam mit der Ukraine Deutschland vor der Errichtung von Nord Stream 2. Nach dem Beginn des Russischen Überfalls auf die Ukraine 2022 gaben Teile der polnischen Öffentlichkeit den Deutschen aufgrund ihrer Haltung gegenüber Russland eine Mitschuld am Krieg. Auch wurde die deutsche Unterstützung der Ukraine von Polen als nicht ausreichend kritisiert.

### Beziehungen zu Österreich

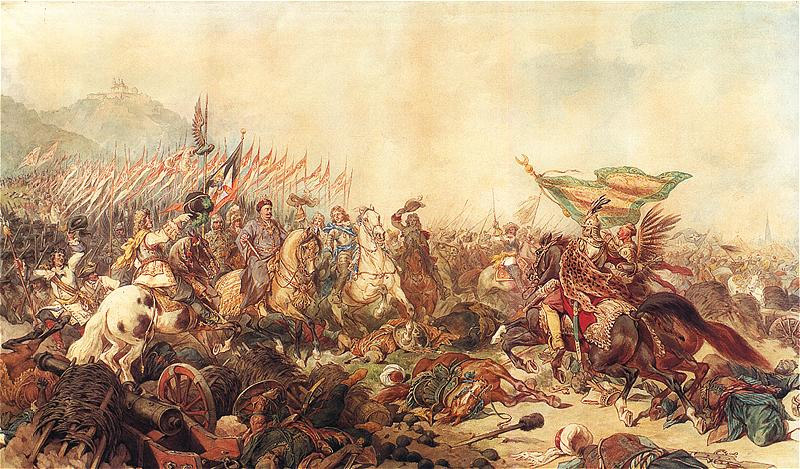
Jan Sobieski in der Schlacht am Kahlenberg

Die polnisch-österreichischen Kontakte haben ihren Ursprung in den guten Beziehungen der Dynastien der Jagiellonen und Habsburger, die durch mehrere Eheschlüsse im 15. und 16. Jh. untermauert wurden. Schließlich erbten die Habsburger von den Jagiellonen 1526 Böhmen und Ungarn. Seit dieser Zeit hatten die Habsburger Lande eine gemeinsame Grenze mit Polen in Schlesien sowie den Beskiden und Karpaten. Aus diesen dynastischen Verbindungen leitete Maximilian I. seinen Anspruch auf den polnischen Thron nach dem Tod des letzten polnischen Jagiellonen Sigismund II. August 1572 ab. Diesen konnte er jedoch nicht durchsetzen, nachdem er vom Hetmanen Jan Zamoyski 1576 besiegt und in Gefangenschaft genommen wurde. Beide Staaten verband auch die jeweils relativ erfolgreiche Gegenreformation. Obwohl polnische Truppen auf der Seite der Habsburger in der Schlacht am Weißen Berg 1619 teilnahmen, blieben die polnischen Könige Sigismund III. Wasa und Władysław IV. Wasa im Dreißigjährigen Krieg neutral. 1683 rettete der polnische König Jan Sobieski Wien in der Schlacht am Kahlenberg vor den osmanischen Truppen Kara Mustafas.
Die Beziehungen verschlechterten sich 1772 mit der Ersten Teilung Polens, in der Maria Theresia Galizien und Lodomerien besetzen ließ. Gleichwohl hat sie bekundet, dass sie die Teilung als Unrecht ansehe, das noch großes Unheil bringen würde. Friedrich der Große schrieb dazu „Sie weinte, aber sie nahm“. Auch an der Dritten Teilung Polens beteiligten sich die Habsburger. Nach dem Wiener Kongress 1815 behielt Österreich Galizien und Lodomerien und erhielt 1846 die Republik Krakau. Nach 1867 bekam dieses Gebiet eine gewisse Autonomie mit einem eigenen Parlament in Lemberg. Auch die polnische Sprache wurde an den Universitäten und den Ämtern wieder eingeführt, nachdem sie 1850 dort verboten worden war. Polnische Politiker, Künstler und Gelehrte machten oft Karriere in Wien bis hin zum Parlamentspräsidenten. Insgesamt stellten die Polen mit über 10 % die viertgrößte Bevölkerungsgruppe Österreich-Ungarns. Die kulturellen Beziehungen zwischen Südpolen und Österreich sind bis auf den heutigen Tag von dieser Zeit geprägt.
Während des Ersten Weltkriegs kämpften viele Polen sowohl auf Seiten der k. u. k. Monarchie als auch von Russland gegeneinander in Galizien und den Karpaten. Nach dem Zweiten Weltkrieg waren die Beziehungen der Volksrepublik Polen zu dem neutralen Österreich besser als zu allen anderen Staaten des Westens.

### Beziehungen zur Schweiz
Im Mittelalter und der frühen Neuzeit bestanden die schweizerisch-polnischen Kontakte vor allem im wissenschaftlichen Austausch, der durch das Studium der Schweizer Oberschicht an der Krakauer Akademie (vor allem Mathematik und Astronomie) und polnischer Magnaten an der Basler Universität (vor allem humanistische Fachbereiche) begann. Schweizer Künstler, Baumeister, Ärzte und Soldaten wurden von den polnischen Königen und Stadträten angeworben. So errichtete z. B. Bernardo Quadro aus Lugano das Rathaus von Posen. Die Schweizer Reformatoren standen in regem Briefkontakt zu den polnischen Humanisten, vor allem Jan Łaski und König Sigismund II. August, die offene Ohren für die Ideen der Reformation hatten. Der letzte polnische König Stanisław August Poniatowski beschäftigte besonders viele Schweizer Ärzte und Architekten an seinem Hof. Nach den Teilungen Polens und insbesondere nach dem Novemberaufstand 1830 emigrierte ein großer Teil der polnischen Intelligenz in die Schweiz. Tadeusz Kościuszko verbrachte seinen Lebensabend in Solothurn und Graf Plater in Rapperswil, wo er auf dem Schloss das Polenmuseum Rapperswil gründete, das bis heute besteht und das lange Zeit von Stefan Żeromski geleitet wurde. Die großen Romantiker Adam Mickiewicz und Juliusz Słowacki priesen die Landschaft der Schweiz in ihren Gedichten, ersterer war auch Professor in Genf. Die bedeutendsten polnischen Politiker der Zweiten Republik kamen aus dem Schweizer Exil, wie z. B. Józef Piłsudski (Zürich), Ignacy Jan Paderewski (Morges), Gabriel Narutowicz (Zürich) etc. Viele von ihnen gehörten der Front von Morges an, die sich mit der Unterstützung vieler Schweizer für die polnische Unabhängigkeit einsetzte. Der Nobelpreisträger Henryk Sienkiewicz gründete in der Schweiz eine karitative Organisation, die sich polnischer Verwundeter im Ersten Weltkrieg annahm. Auch während des Zweiten Weltkriegs gelang vielen Polen die Flucht in die Schweiz. Ein ganzes Regiment ließ sich in der Schweiz internieren und half danach bei dem Ausbau vieler Schweizer Großprojekte mit. Auch während des Kalten Krieges emigrierten viele Polen in die Schweiz, wo sie zumeist sehr freundlich aufgenommen wurden. In einem Referendum im Jahre 2005 entschlossen sich die Schweizer, ihren Arbeitsmarkt für Arbeitnehmer aus Polen zu öffnen. 2006 ist der polnisch-schweizerische Doppelbürger Claude Janiak als solcher der erste Nationalratspräsident der Schweiz.

### Beziehungen zu Frankreich
Ab dem 16. Jahrhundert versuchten die beiden Länder mehrfach, Bündnisse zu schließen und politisch zusammenzuarbeiten, und das französische und das polnische Herrscherhaus heirateten mehrmals miteinander. Die Beziehungen gewannen während der Herrschaft von Napoleon I. an Bedeutung, als die Polen Verbündete von Napoleon waren und begeistert in den Napoleonischen Kriegen auf Seite der Franzosen kämpften.
Nach der Wiedergeburt des unabhängigen Polens nach dem Ersten Weltkrieg waren Polen und Frankreich während der Zwischenkriegszeit und des Zweiten Weltkriegs Verbündete. Frankreich erklärte NS-Deutschland den Krieg, als es 1939 in Polen einmarschierte, aber Frankreich beteiligte sich größtenteils nicht an militärischen Aktionen und wurde daher beschuldigt, nicht entsprechend der Bündnisverpflichtungen mit Polen gehandelt zu haben. Dieses Gefühl eines „westlichen Verrats“ belastete spätere Beziehungen, welche deshalb bis heute eine gewisse Ambivalenz aufweisen.
Während des Kalten Krieges waren beide auf entgegengesetzten Seiten des Eisernen Vorhangs, weshalb die diplomatischen Beziehungen zwischen Frankreich und der Volksrepublik Polen nur wenig intensiv waren. Nach dem Zusammenbruch des Ostblocks trat Polen der NATO und der EU bei, wodurch die Beziehungen deutlich an Gewicht gewinnen konnten. Beide Staaten arbeiten zudem seit 1991 eng als Teil des Weimarer Dreiecks mit der Bundesrepublik Deutschland zusammen.

### Beziehungen zu den USA

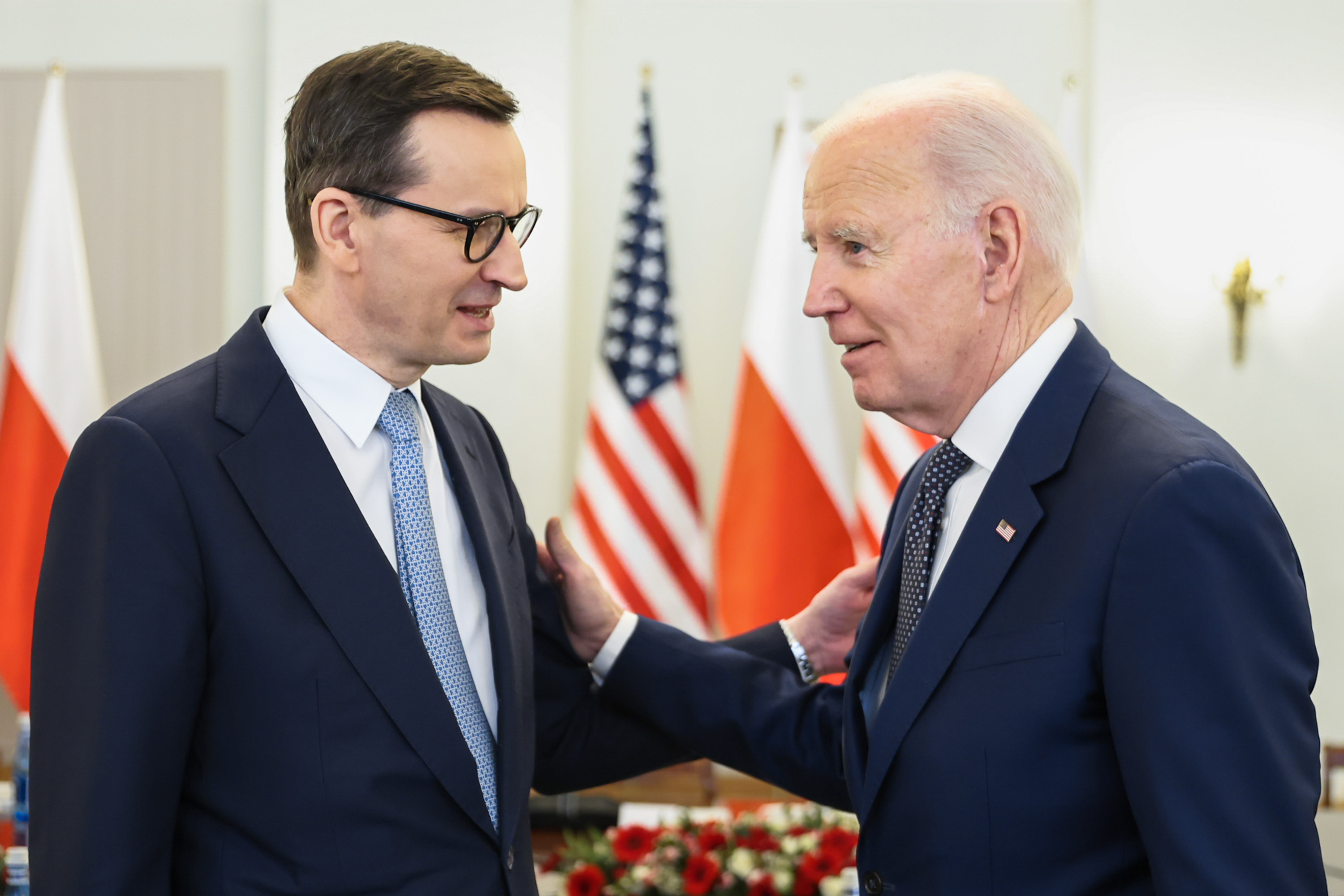
US-Präsident Joe Biden und der polnische Premierminister Mateusz Morawiecki während der Gespräche in Warschau, 2023

Polen und die USA sind enge politische und militärische Verbündete. Am 14. August 2008 unterzeichnete Polen einen vorläufigen Vertrag über die militärische Unterstützung durch die USA. Hauptpunkt des Vertrages war die Genehmigung zur Stationierung von zehn US-Abfangraketen bei Słupsk im Rahmen des National Missile Defense.

### Beziehungen zu Russland
Die Wahrnehmung Russlands ist in Polen historisch geprägt von den Teilungen Polens im 18. Jahrhundert, dem Überfall und der Besetzung Ostpolens in der Folge des „Hitler-Stalin-Paktes“ (1939) sowie der Errichtung der kommunistischen Diktatur und Hegemonie der Sowjetunion nach dem Zweiten Weltkrieg bis zur Wende 1989.
Das polnisch-russische Verhältnis nach dem Auseinanderfallen des Warschauer Paktes ist von Spannungen geprägt. Zuerst gab es zu Beginn der 1990er Jahre positive Anzeichen für einen Neubeginn der bilateralen Beziehungen. 1993 vereinbarten beide Seiten ein gemeinsames Nachbarschaftsabkommen, und Polen galt als einer der größten Befürworter der Erdgasleitung Jamal-Europa. Allerdings nahmen die Beziehungen ab 1994 mit Polens Bekenntnis zur Westintegration einen negativen Lauf. Warschau entwickelte sich mit der Zeit zur Hochburg osteuropäischer Demokratie und verlangte von Moskau die Aufarbeitung der sowjetischen Vergangenheit.
Eine erneute Aufbruchstimmung 2008 zwischen Donald Tusk und Dmitri Medwedew bekam durch das russische Eingreifen und den Kaukasuskrieg um Südossetien einen starken Dämpfer. Wie die baltischen Staaten verurteilte Polen aufgrund seiner nachbarlichen Erinnerungen das russische Eingreifen aufs Schärfste. Der polnische Präsident Lech Kaczynski sprach von einem Akt der russischen Aggression und besuchte die georgische Hauptstadt. Entsprechend wurde Polen im Kreml als Feindbild gesehen, wie auch bei der Unterstützung der Östlichen Partnerschaft der EU und der die Farbrevolution in der Ukraine. Durch enge Kooperation mit Deutschland und Frankreich versuchte Russland den polnischen Einfluss einzudämmen, der aus Sicht des Kremls vermeintlich darauf gerichtet war, Moskau aus seiner angeblich „natürlichen Interessenszone“ fernzuhalten. Rückblickend wird Russland in Polen stets als Bedrohung und Besatzungsmacht wahrgenommen. Auf der anderen Seite preist sich der Kreml als Befreier Polens von der Naziherrschaft und bewertet die Westorientierung des Landes als Zeichen der Undankbarkeit.

### Beziehungen zu Ukraine

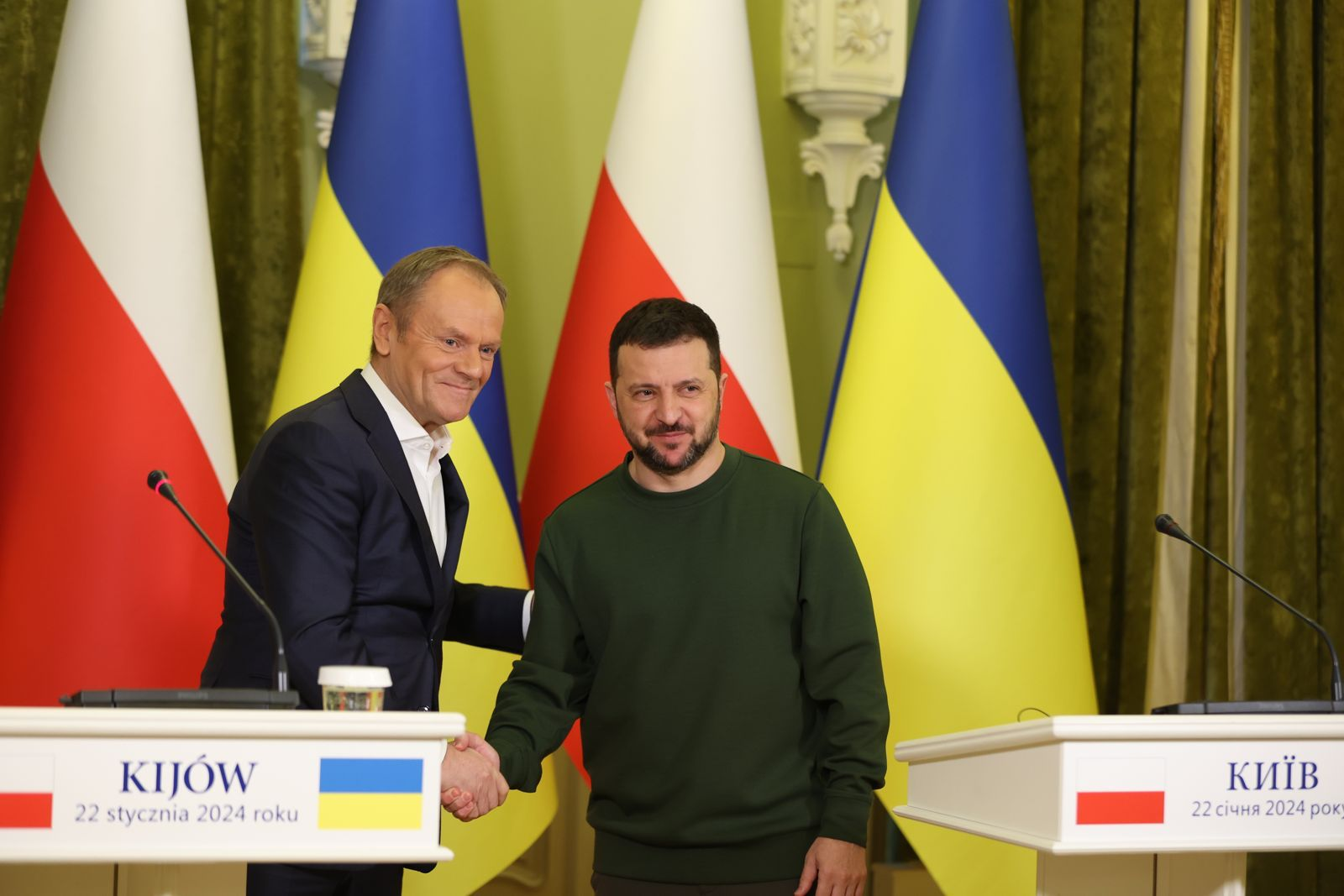
Präsident der Ukraine Wolodymyr Selenskyj und Premierminister Polens Donald Tusk in Kiew, 2024

Polen sieht sich als Anwalt der Ukraine in Beziehungen zur NATO und EU.
Während des Konfliktes um die Präsidentschaftswahlen in der Ukraine im November und Dezember 2004 engagierte sich der damalige polnische Staatspräsident Aleksander Kwaśniewski zusammen mit dem litauischen Präsidenten Valdas Adamkus als Vermittler zwischen den Konfliktparteien der sogenannten Orangen Revolution, während die polnische Öffentlichkeit und die Medien in besonders hohem Ausmaß Solidarität mit der Ukraine und ihrem neuen Präsidenten Wiktor Juschtschenko übten.
Im Februar 2014 vertrat Außenminister Radosław Sikorski während der Unruhen in der Ukraine mit Frank-Walter Steinmeier und Laurent Fabius die Europäische Union bei der Unterzeichnung einer Übereinkunft zwischen dem damaligen ukrainischen Präsidenten Wiktor Janukowytsch und den Vertretern der Regierungsgegner. 2017 wurde eine Litauisch-Polnisch-Ukrainische Brigade aufgestellt. Nach dem russischen Überfall auf die Ukraine 2022 zählte Polen zu den stärksten Unterstützern der Ukraine und nahm zahlreiche Flüchtlinge aus dem Land auf.

### Beziehungen zu Litauen
Beide Länder betonen gemeinsame Interessen auf dem Gebiet der Sicherheits-, Energie- und Wirtschaftspolitik. Die seit Jahren vorgebrachten Forderungen der polnischen Minderheit nach polnischer Namensschreibung, zweisprachigen Orts- und Straßenschildern und Erhaltung des polnischen Minderheitsschulwesens bleiben offen.

### Beziehungen zu Belarus
Polen setzt sich in der EU dafür ein, den politischen Dialog mit Belarus schrittweise zu normalisieren. Wichtiges Thema ist für die polnische Regierung die Situation der polnischen Minderheit in Belarus, was auch zu bilateralen Belastungen führt.
Ab Januar 2011 wurden die Visa für Belarussen kostenlos erteilt. Bis dahin kostete ein Visum etwa 20 Euro und etwa 50.000 wurden jährlich erteilt. Nach Aussagen des Außenministeriums ist die Abschaffung der Gebühren ein Zeichen der Solidarität mit dem belarussischen Volk in Hinblick auf die Präsidentschaftswahl in Belarus 2010.
In den späten 2010er Jahren wurden die Beziehungen aufgrund des Bündnisses von Belarus mit Russland stark belastet. Die gemeinsame Grenze wurde von Polen geschlossen.

### Beziehungen zu Portugal
Die heutigen EU- und NATO-Mitglieder Polen und Portugal sind seit dem 15. Jahrhundert verbunden. Ihre bilateralen Beziehungen sind heute gekennzeichnet durch wirtschaftliche, politische und kulturelle Bezugspunkte.

## Verweise
- Portal Polen in der Wikipedia